# 斯里羅克斯 (加利福尼亞州)
斯里羅克斯（英語：Three Rocks）是位於美國加利福尼亞州弗雷斯諾縣的一個人口普查指定地區。

## 地理
斯里羅克斯的座標為36°30′09″N 120°23′30″W / 36.50250°N 120.39167°W，而該地最高點為海拔高度129米（即423英尺）。

## 人口
根據2010年美國人口普查的數據，斯里羅克斯的面積為1.941平方千米，當中陸地面積為1.941平方千米，而水域面積為0.000平方千米。當地共有人口246人，而人口密度為每平方千米126人。